# Dipterocarpus applanatus
Dipterocarpus applanatus — вид тропических деревьев из рода Диптерокарпус семейства Диптерокарповые. Встречается только на Калимантане. Высота дерева достигает 50 метров. Диаметр ствола до 160 см. Длина листьев 12—30 см, ширина 9—20 см.
Охранный статус вида — CR — «Виды, находящиеся на грани полного исчезновения».